# Hölzelstaljoch
Le Hölzelstaljoch est une montagne culminant à 2 012 m d'altitude dans le massif des Karwendel en Autriche.

## Géographie
Le Hölzelstaljoch se situe dans le Grasbergkamm, le long de la Rißtal, entre Hinterriß et le Hagelhütten au nord.

## Ascension
Le sommet est généralement atteint alors qu'on va du refuge de Tölz au refuge du Plumsjoch en passant par la Fleischbank et le Grasberg.